# Programmations du festival des Filets bleus
Le festival des Filets bleus a lieu traditionnellement l'avant-dernier week-end du mois d'août, aux alentours du 15 août. Il propose en soirée des concerts axés sur les musiques celtiques, avec chaque soir au moins un groupe de musique bretonne.

## Années 2010

### 2010

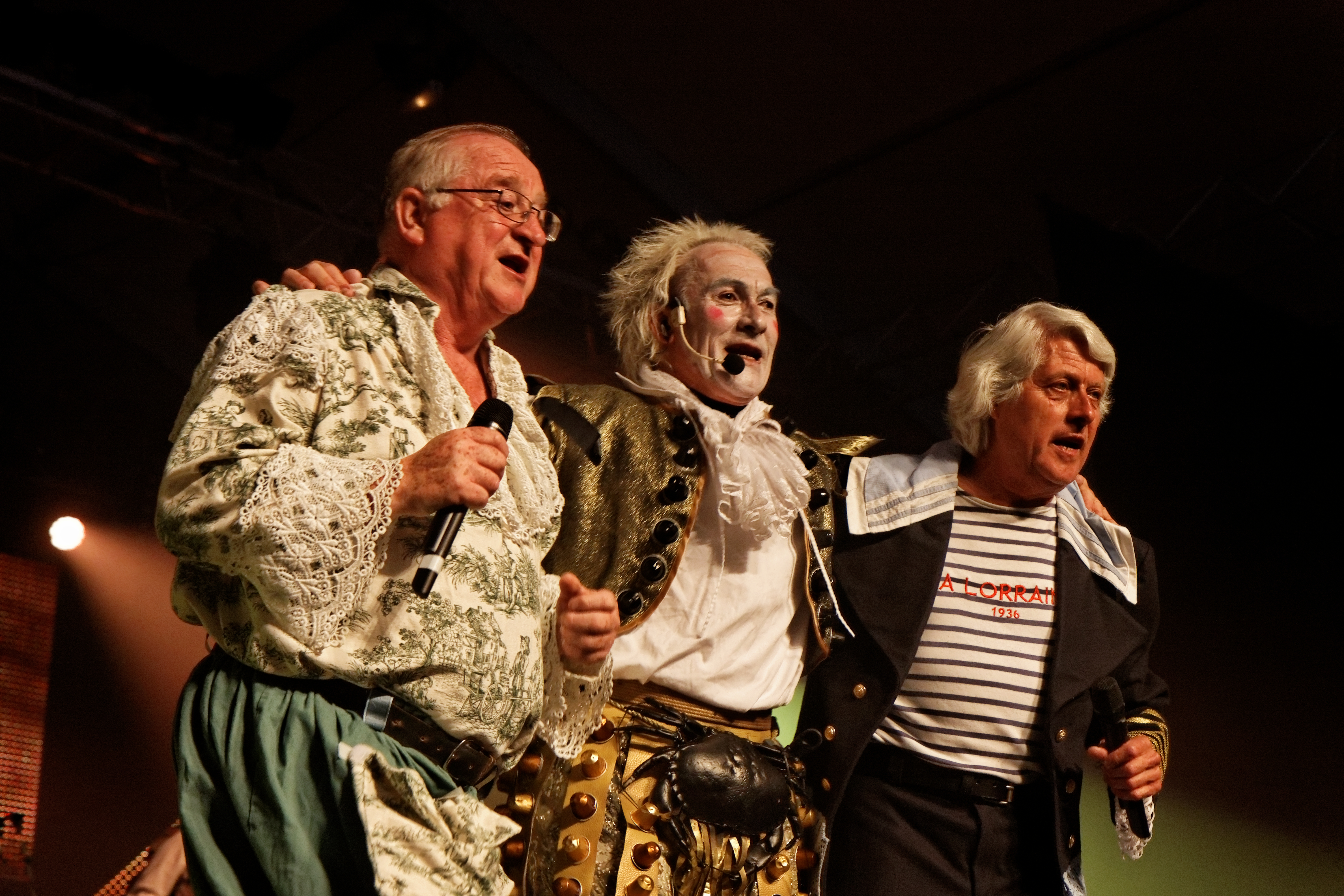
Spectacle de Tri Yann

- Vendredi 20 : Avalon Celtic Dances, Jean-Luc Roudaut, Maltavern
- Samedi 21 : Tri Yann, Foumagnac, Barababord et les Gabiers d'Artimon
- Dimanche 22 : Skolvan, Blackwater, Cazuguel

### 2011
- Mercredi 15 : Chorale Mouezh Bro Konk
- Jeudi 16 : Lúnasa, Lau, Crème Franglaise, Lunch Noazh
- Vendredi 17 : Red Cardell, Bagad Penhars, Moisson/Landat
- Samedi 18 : Gilles Servat, Daonet, Bagad Konk Kerne, Duo Hamon-Martin
- Dimanche 19 : Startijenn, Penn Gollo, Spoum

### 2012

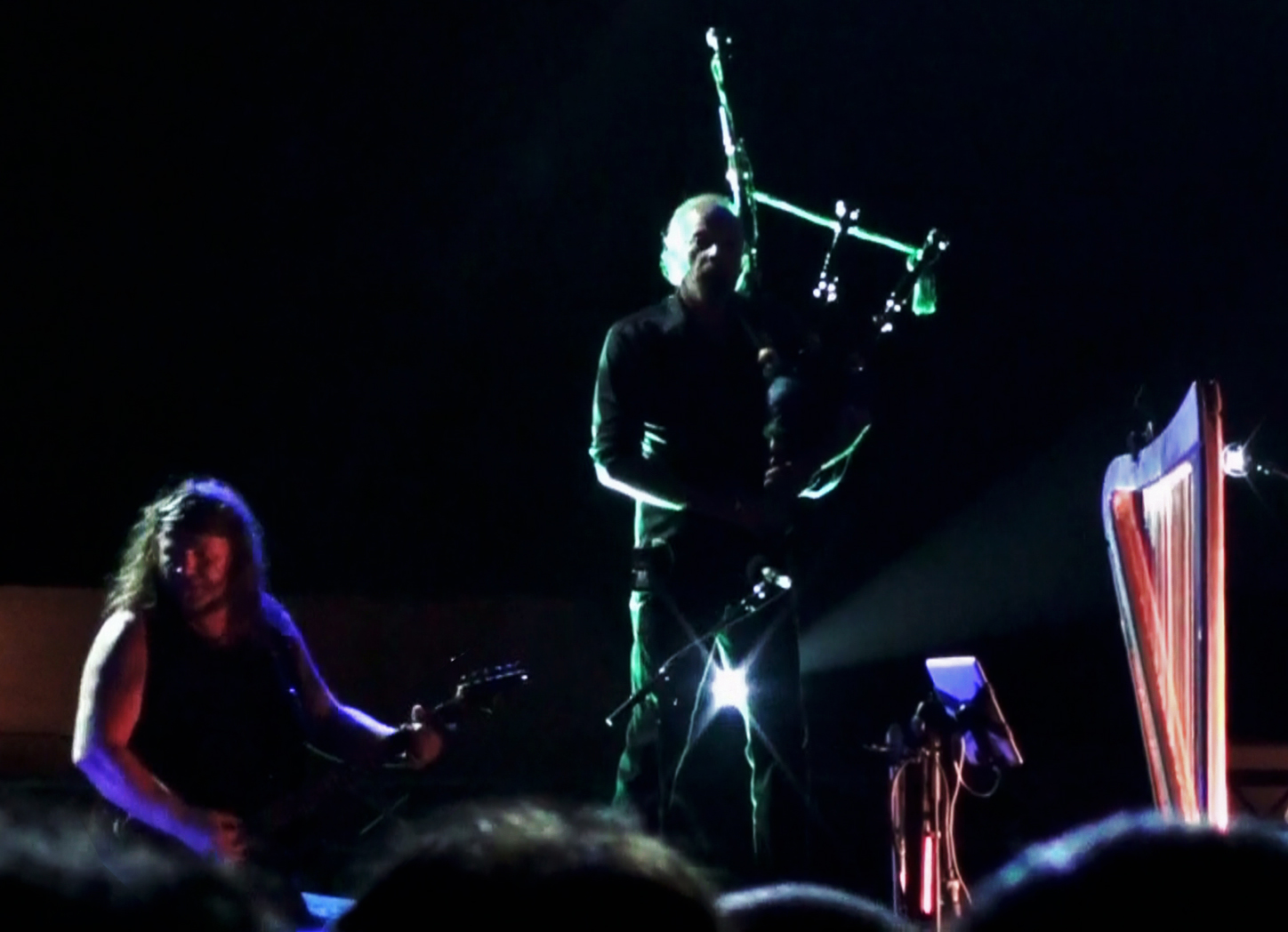
Alan Stivell et son invité Pat O'May lors du concert sur la grande scène

- Mercredi 15 : Les Goristes, Cédric Le Bozec et Soïg Sibéril, Trio Thomas Moisson
- Jeudi 16 : Alan Stivell, Groove Boys, Cercle Celtique Giz Kalon, Trio Bodenes-Hamon-Niobe
- Vendredi 17 : Mairtin O’Connor, Trio EDF, Fanfare Banda Latira, Les Marins des Abers
- Samedi 18 : Taÿfa et le Bagad Cap Caval, « Afrobreizh » de la Compagnie Dounia, Wipidoup, chorale Gwen Aod
- Dimanche 19 : Kejaj, Pétillon-Riou, cercles et bagadoù

### 2013
- Mercredi 14 : Sonerien Du, Le Cercle Celtique
- Jeudi 15 : Gwendal, Celkilt, Voyage Quartet avec Yann-Fañch Kemener, Bagad Konk Kerne
- Vendredi 16 : Susana Seivane, Lleuwen, Raggalendo, Lagadic/Rivière
- Samedi 17 : Soldat Louis, Cuba y Breizh, les groupes basques Eraiki et Gurea
- Dimanche 18 : Outside Duo, Alambig Electrik

### 2014

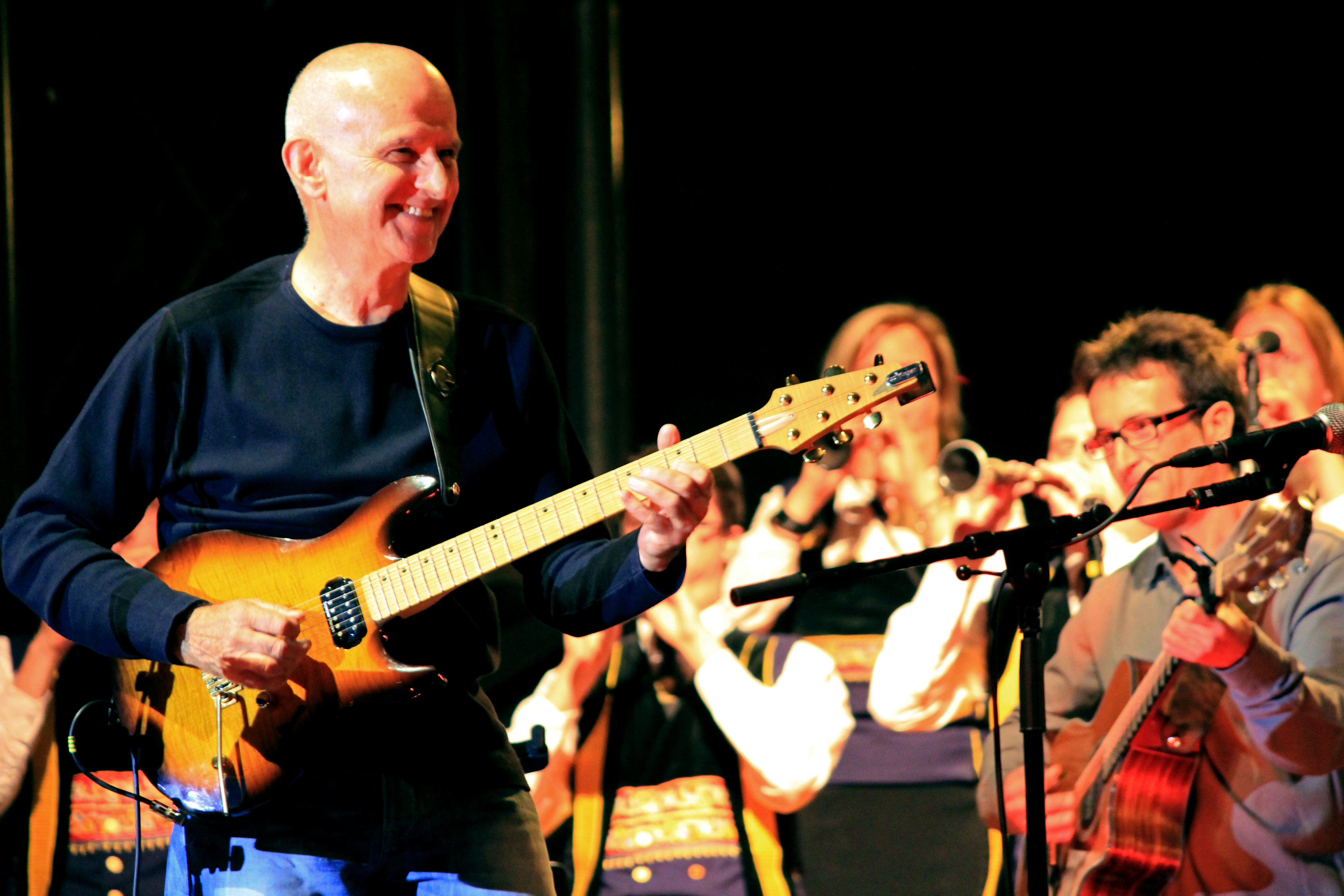
Dan ar Braz est accompagné exceptionnellement du bagad de Concarneau

- Jeudi 14 : Shoepolishers, Le Bour Bodros quintet, duo Vincendeau-Felder, [R] Evolutions du collectif « Dans Akademi »
- Vendredi 15 : Dan ar Braz et le Bagad Konk Kerne, Pascal Lamour, Pevarlamm KH (Konogan an Habask)
- Samedi 16 : Doolin', Breizharock, Mes souliers sont rouges
- Dimanche 17 : Dremmwel, Zonk, Guillou-Belliard

### 2015
- Mercredi 12 : Bielefeld Senne, Bagad Konk Kerne avec le Cercle Celtique Ar Rouedoù Glas, M'Bour, Hevva de Penzance (Cornouailles Anglaises)
- Jeudi 13 : Murray Head, Ensemble Eostiged ar Stangala, Lous Cadetouns, Kesaj Tchave
- Vendredi 14 : Red Cardell & Bagad Kemper, Merzhin, Leinua – Saint Pierre d’Irube, Batuc’Ados
- Samedi 15 : Avalon Celtic Dances, Breizh Kabar, Ronan le Bars Group, La bordée

### 2019
Source:
- Mercredi 14 : Tri Yann (concert gratuit)
- Jeudi 15 : Les Négresses vertes, 'N Diaz (concerts gratuits)
- Vendredi 16 : Manau, Aroze (alias Antoine Rozė) (concerts gratuits)
- Samedi 17 : Les P'tits Yeux, Capercaillie, Strollad (concerts gratuits)
- Dimanche 18 : Gangbé Breizh Band (concert gratuit)

## Années 2020

### 2020
Pas d'édition pour cause de pandémie de Covid-19.

### 2021
Le festival se limite à un simple moment festif « Amzer Glas » organisé sur 3 jours.

### 2022
100e édition du festiva, du 11 aout 2022 au 15 aout 2022, :
- Jeudi 11 août : Carlos Nunez, 22h30 : The Sidh, Bel Air de Forro

- Vendredi 12 août : The Stranglers, Noon, Ar Rouedoù Glas de Concarneau

- Samedi 13 août : Tiken Jah Fakoly, Kervegans, La Bordée

- Dimanche 14 août : TRIBĒ Brass Band, Kreiz Breiz Akademi #7

- Lundi 15 août : Barbara Luna, Mulatason, Green Lads, feu d'artifice (Quai Nul)

### 2023
- Vendredi 11 août : Les Vrillés, Nerzh (composé de Bagad Kemper et Red Cardell), Brin d’Zinc, Mouez Port Rhu

- Samedi 12 août : Sanseverino, Harisson Swing, Le pied de la pompe

- Dimanche 13 août : Grande parade, Les basement Boyz, Komodrag & The Mounodor[5]

- Lundi 14 août : Poissodéon, cercles des enfants de Concarneau, Elliant et Saint-Ervazec, Brazakuja, Chico and The Gypsies, Fleuves[6]

- Mardi 15 août : Les p’tis fils de Jeanine, Cœur de Bretagne, Feu d'artifice (Quai Nul)[7]